# 부비에 데 플랑드르

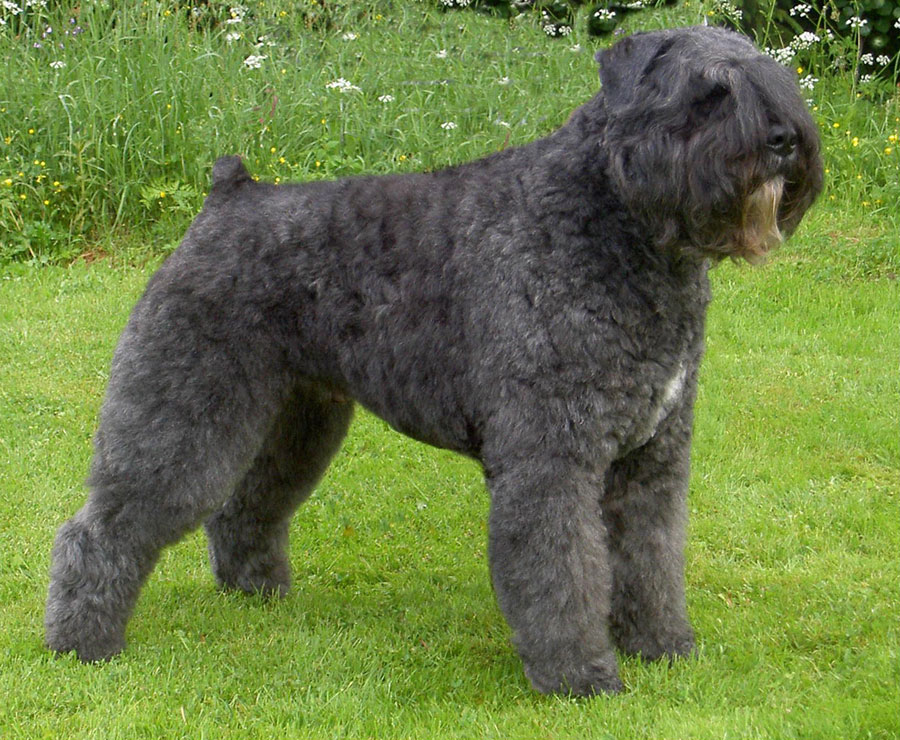
부비에 데 플랑드르

부비에 데 플랑드르(Bouvier des Flandres)는 벨기에산 개 일종이다. 눈썹, 수염, 턱수염이 있으며, 거칠고 억센 털로 뒤덮여 있다. 털은 담황색, 회색, 얼룩, 검정, 점박이 등으로 여러 개가 있다.